# 바디 캡슐
《바디 캡슐》(Fantastic Voyage)은 미국에서 제작된 리차드 플레이셔 감독의 1966년 SF, 모험 영화이다. 스티븐 보이드 등이 주연으로 출연하였고 사울 데이빗 등이 제작에 참여하였다.
이 영화는 애니메이션 텔레비전 시리즈 《Fantastic Voyage》와 1987년 영화 《이너스페이스》에 영향을 주었다.

## 줄거리
미국과 소련은 물질을 축소시키는 기술을 개발했지만, 그 효과는 한 시간 동안만 지속되었다. 철의 장막 뒤에서 일하던 과학자 베네스는 축소 기술을 영구적으로 만드는 방법을 알아냈고, 미국 정보 요원 그랜트의 도움으로 서방으로 망명한다. 그러나 암살 시도로 인해 베네스는 뇌에 혈전이 생긴 채 혼수상태에 빠진다.
그의 목숨을 구하기 위해 그랜트, 해군 조종사 오웬스, 의학 책임자 마이클스, 외과 의사 듀발과 그의 조수 피터슨이 소형 잠수함 프로테우스에 탑승하여 베네스의 몸속으로 들어간다. 잠수함과 승무원은 미생물 크기로 축소되어 베네스의 몸에 주입되고, 60분 안에 혈전을 제거해야 한다. 시간이 지나면 그들은 다시 원래 크기로 돌아가 베네스의 면역 체계에 의해 위험에 처하게 된다.
임무 수행 중 예상치 못한 장애물들이 발생한다. 동정맥루로 인해 심장을 통과해야 했고, 잠수함이 파괴될 수 있는 격렬한 혈류를 줄이기 위해 심장마비가 유도된다. 또한 산소 부족으로 폐에서 산소를 보충해야 하고, 담배 연기에서 나온 탄소 입자를 발견한다. 그랜트는 혈전을 제거할 레이저가 심장 통과 중에 손상되었다는 것을 알게 되고, 산소 보충 중 안전줄이 끊어진 것을 통해 팀 내에 사보타주가 있음을 의심한다. 외부와의 통신이 끊긴 채 무선 라디오를 수리해야 했지만, 외부에서는 방사성 추적기로 잠수함의 위치를 추적하며 그들의 전략을 파악한다.
림프계를 통과하는 동안 망상 섬유에 의해 방해를 받게 되고, 이후 내이를 통과해야 하는 위험한 상황에 직면한다. 그러던 중 수술 도구가 떨어지며 승무원이 격렬하게 흔들리고, 항체에 의해 피터슨이 거의 죽을 뻔 하지만, 다행히 잠수함에 다시 탑승한다. 마침내 혈전에 도달했을 때, 작전 및 탈출에 남은 시간은 단 6분뿐이었다.
임무 전에는 듀발이 외과 암살자로 의심받았지만, 임무가 진행되면서 그랜트는 마이클스를 의심하기 시작한다. 수술 중 마이클스는 오웬스를 기절시키고 잠수함을 장악하여 베네스를 죽이려 한다. 듀발이 레이저로 혈전을 제거하는 동안, 마이클스는 잠수함을 베네스의 뇌로 돌진시키려 하지만, 그랜트가 레이저를 발사하여 잠수함이 빗나가고 마이클스는 잔해에 갇힌다. 마이클스는 백혈구에 의해 잠수함과 함께 잡아먹히고, 나머지 승무원은 눈물을 통해 몸 밖으로 탈출한다.

## 출연

### 주연
- 스티븐 보이드
- 라켈 웰치
- 에드먼드 오브라이언

### 조연
- 도널드 플레젠스
- 아서 오코넬
- 윌리엄 레드필드
- 아서 케네디
- 진 델 발
- 배리 코
- 켄 스콧
- 셀비 그랜트
- 제임스 브롤린